# Псевдогрань
Псевдогра́нь (рос. псевдогрань, англ. pseudo-face, нім. Pseudokante f) — у мінералогії — поверхня спільного росту мінералів, яка виникає від зіткнення двох граней сусідніх індивідів при їх спільному рості. Загальне положення її підпорядковане геометричним факторам і залежить від взаємного орієнтування індивідів, які зростаються.

## Дивись також
- Індукційні грані кристалу
- Грань (геологія)